# Раму (річка)
Раму (англ. Ramu River) — річка на острові Нова Гвінея, протікає територією провінції Маданг в Папуа Новій Гвінеї. Третя за довжиною річка країни, після річок Сепік та Флай, — має довжину 640 км.

## Географія
Річка Раму починає свій витік в горах Кратке, в східній частині острова Нова Гвінея. У верхній і середній частині тече в північно-західному, а нижній течії — в північному напрямку і впадає у море Бісмарка (Новогвінейське море), за 32 км на південний схід від гирла річки Сепік. Річка має численну кількість невеликих приток, які починаються у горах Бісмарка — на півдні, та хребтах Адельберт і Фіністерре — на півночі. Найбільша із них, права притока Соґерам. У сезон дощів річки Раму і Сепік, в нижній течії, зливаються, утворюючи загальну заплавну рівнину.
У верхів'ї Раму працюють гідроелектростанції Раму 1 (станом на другу половину 2010-х найпотужніша ГЕС країни) та Yonki Toe of Dam (YTOD, 18 МВт). 

## Історія
Місцеві жителі жили вздовж річки протягом багатьох тисячоліть і річка служила їм основою всього життєвого циклу (харчування, транспорт, культові відправлення).

### Німецький період
Територія, якою протікає річка Раму, була частиною Землі Кайзера Вільгельма, яка входила до складу Німецької Нової Гвінеї, що була заснована Німеччиною в 1884 році. Німецькі колоністи швидко дослідили нову територію, і вже в 1886 році віце-адмірал Фрайхерр фон Шлайнц, повертаючись до міста Фіншхафен із експедиції до річки Сепік, відкрив гирло річки Раму, яку він назвав в честь свого судна — Оттілієн (нім. Ottilien).

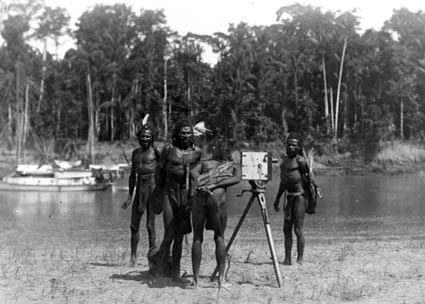
Жителі річки Раму споглядають фотокамеру австралійської експедиції в 1930 році

Русло річки було вперше відкрито тільки через десять років, в 1896 році, ботаніком Карлом Лаутербахом, який очолював експедицію, організовану Німецькою Новогвінейською компанією, яка шукала витоки річки Маркем. Після перетину гір Ортцен, які розташовані біля затоки Астролябія на південь від міста Маданг, експедиція замість витоку річки Маркем, виявила невідому річку, що текла в північно-західному напрямку. Члени експедиції пропливли на каное невелику відстань по річці, але після закінчення продуктових припасів, вимушені були повернутися назад, на узбережжя.
В 1898 році, інший німецький мандрівник, Ернст Таппенбек, який раніше супроводжував Лаутербаха, очолив нову експедицію на пароплаві «Герцог Йоганн Альбрехт», основною метою якої було підняття по руслу річки Раму. Іншою метою експедиції, була необхідність з'ясувати, чи була річка Оттілієн, відкрита у 1886 році, тією ж самою річкою, яку відкрив Лаутербах. Після п'яти днів плавання вгору по річці Раму, коли рівень води в ній почав падати, Таппенбек покинув своїх товаришів і залишився в одному з облаштованих таборів. Через чотири з половиною місяці, він знову повернувся вже на іншому пароплаві «Герцогиня Елізабет», піднявшись на ньому вгору за течією на 310 км, після чого продовжив плавання на каное. До кінці 1898 року експедиція заснувала на річці невелике поселення, склала карту річки Раму та її численних приток, а також зібрала велику ботанічну колекцію місцевої флори.
Подальші дослідження річки вели інші німецькі дослідники, які займалися пошуками золота і нових ботанічних зразків. У 1902 році Ганс Клінк і Дж. Шленціг заснували нове поселення на річці, яке згодом було з'єднана з протилежним берегом канатним мостом. У тому ж 1902 році д-р Р. Шлектер очолив іншу експедицію в пошуках каучукового дерева. А в 1907 році австрійський дослідник Вільгельм Даммкелер очолив експедицію вверх, до початку долини річки Маркем і відкрив, що обидві річки беруть початок в одній і тій же місцевості, тільки Раму тече на північний захід, а Маркем — на південний схід.

### Австралійське управління та Друга світова війна
Після Першої світової війни, німецька Нова Гвінея перейшла під австралійське управління і стала називатися Територія Нова Гвінея. В цей же час річка Раму набула своєї сучасної назви.
У 1936 році британець, Лорд Мойн, під час експедиції в Індонезію і вглиб острова Нова Гвінея, піднявся вгору по річці Раму. Експедиція виявила карликове плем'я, яке населяло регіон в середній течії Раму, приблизно за 270 км від гирла річки, у передгір'ях Айоме.
Під час Другої світової війни в 1942 році японські війська окупували Територію Нову Гвінею, відбивши її у австралійців. В 1943—1944 роках долина Раму стала місцями великих боїв між японською імператорською армією і австралійською та американською арміями. До 1945 року ця територія була визволена і повернута австралійській адміністрації.